# Општина Примоштен
Општина Примоштен се налази у Далмацији, у саставу Шибенско-книнске жупаније, Република Хрватска. Сједиште општине је у Примоштену. Према прелиминарним подацима са последњег пописа 2021. године у општини је живело 2.634 становника.

## Географија
Општина се налази у јужном дијелу Шибенско-книнске жупаније. На сјеверу се налази град Шибеник, јужно је општина Рогозница, источно се налази Сплитско-далматинска жупанија, а на запад излази на Јадранско море.

## Историја
Општина се до територијалне реорганизације у Хрватској налазила у некадашњој великој општини Шибеник.

## Насељена мјеста
- Вадаљ
- Везац
- Крушево
- Ложнице
- Примоштен
- Примоштен Бурњи
- Широке

## Привреда
Становништво се бави земљорадњом, риболовом, виноградарством, маслинарством. Главна дјелатност је туризам.

## Становништво
Према попису из 2001. године општина је имала 2.992 становника. Према попису становништва из 2011. године, општина Примоштен је имала 2.828 становника.

### Попис 2011.
На попису становништва 2011. године, општина Примоштен је имала 2.828 становника, следећег националног састава:
| Попис 2011.‍   | Попис 2011.‍ | Попис 2011.‍ | Попис 2011.‍ | Попис 2011.‍ |
| ------------- | ----------- | ----------- | ----------- | ----------- |
|               |             |             |             |             |
| Хрвати        | Хрвати      |             | 2.726       | 97,65%      |
| Албанци       | Албанци     |             | 19          | 0,67%       |
| Срби          | Срби        |             | 14          | 0,50%       |
| остали        | остали      |             | 69          | 2,44%       |
| укупно: 2.828 |             |             |             |             |